# Globo.com
Globo.com é um portal da web pertencente à  empresa Globo. Com aproximadamente 500 mil assinantes, o Globo.com é o portal de internet em língua portuguesa mais acessado no Brasil e no mundo, de acordo com dados da Alexa Internet, além de hospedar quase 700 sites em próprios e filiados.
O portal foi fundado em 24 de março de 2000 e lançado 2 dias depois, sendo criado para unificar as marcas do grupo na internet, reunindo os diversos sites da empresa, tendo como os principais pilares: notícias (G1), esportes (ge.globo), entretenimento (Gshow), tecnologia (Techtudo) e vídeos (Globoplay) - sendo o último um dos maiores acervos de vídeos da internet brasileira.

## Serviços

### Atuais

Logotipo utilizado entre 2007 e 2021.

#### g1
É o portal de notícias mantido pelo site e sob orientação da Central Globo de Jornalismo. O portal é considerado o maior site de notícias do país. Foi lançado em 18 de setembro de 2006, data de aniversário de 56 anos da TV no Brasil. O portal disponibiliza o conteúdo de jornalismo das diversas empresas do Grupo Globo - dentre elas a TV Globo, GloboNews; a rádio CBN; os jornais O Globo e Valor Econômico; as revistas Época e Globo Rural, entre outras — além de reportagens próprias em formato de texto, fotos, áudio e vídeo.

#### ge
É um site de esportes da Globo com a convergência entre os programas esportivos TV Globo: Globo Esporte, Auto Esporte e Esporte Espetacular, além de também inserir conteúdo para os canais de esportes da empresa, como SporTV, além de mostrar informações em tempo real de jogos esportivos. O site foi lançado em abril de 2005 como "Esporte na Globo", em 2006 foi renomeado Globoesporte.com e em 2020 passou a se chamar ge. É atualmente líder de audiência no mercado de esportes na internet brasileira, tendo mais de 11 milhões de visitantes por mês (fevereiro de 2012) — superando por larga margem o UOL Esporte (7,4 milhões) e o Terra Esportes (3,2 milhões).[carece de fontes?]

#### gshow
É um portal de entretenimento da globo.com lançado em 11 de janeiro de 2014, que traz conteúdo da TV Globo como bastidores da TV, Estúdios Globo, receitas, celebridades, web séries produzidas exclusivamente para o site e outros conteúdos.

### Antigos

#### Globo Mail
É o serviço de webmail. Possuía duas versões: a gratuita chamada "Globo Mail Free", que usa o domínio @globomail.com e a para assinantes, chamada "Globo Mail Pro", o domínio @globo.com. O Globo Mail Free usava o Google Apps para oferecer o email. Esse serviço já foi gratuito e o endereço era globo.com.
Em agosto de 2021, foi anunciado o fim do serviço até o final daquele ano.

#### Blogger Brasil
O Blogger Brasil foi uma filial brasileira do Blogger e foi adicionado aos serviços da Globo.com em 2002. No lançamento, o serviço era gratuito e disponível para todos. Contudo, em 2004, o serviço foi restringido aos assinantes da Globo.com. Chegou a ser um dos mais importantes sites do Brasil, mas foi extinto em 2015

#### Ego
O Ego foi um site que tinha como assunto principal as celebridades, tratando de notícias, vídeos e entrevistas com famosos. Foi extinto em abril de 2017 junto ao site de ensaios sensuais Paparazzo. Parte do conteúdo foi incorporado ao gshow.

#### Paparazzo
O Paparazzo foi uma divisão do site Ego e um site dedicado à ensaios sensuais. 

## Premiações
| Ano  | Organização  | Recipiente(s) | Categoria              | Resultado |
| ---- | ------------ | ------------- | ---------------------- | --------- |
| 2022 | Prêmio iBest | GShow         | Celebridades e Fofocas | TOP3      |
| 2022 | Prêmio iBest | TechTudo      | Tecnologia             | Venceu    |